# سالاكة أليفة الصخور
سالاكة أليفة الصخور (الاسم العلمي: Salacca rupicola) هي نوع من النباتات يتبع جنس السالاكة من الفصيلة الفوفلية.